# تله سانتانا
تله سانتانا داسیلوا (به پرتغالی: Telê Santana da Silva) بازیکن و مربی فوتبال اهل برزیل بود که تیم‌های تحت مربیگری او به فوتبال زیبا و دیدنی مشهور بودند. که برزیل جام‌های جهانی ۱۹۸۲ و ۱۹۸۶ از جمله این تیم‌ها بودند.

## زندگی‌نامه
تله سانتانا داسیلوا در تاریخ ۶ ژوئیه سال ۱۹۳۱ در ایتابیریتو در برزیل به دنیا آمد. تله سانتانا فوتبال را در باشگاه ایتابیرنزه فوتبال کلوب در نزدیکی محل تولدش آغاز کرد. سپس به باشگاه فلومیننزه ریو دو ژانیرو پیوست و در همین‌جا بود که اولین بار به عنوان مربی، از سال ۱۹۶۷هدایت تیم جوانان فلومیننزه را به دست گرفت. سانتانا در تیم ملی برزیل و نیز تیم‌های مختلف این کشور نیز مربیگری کرده‌است. او در دو جام جهانی ۱۹۸۲ و ۱۹۸۶ هدایت تیم ملی برزیل را به عهده داشت. وی در سال ۱۹۹۶ پس از این که تیم سائوپائولو را در نیمه اول دهه ۱۹۹۰ به اوج دورانش رساند، از فوتبال کناره‌گیری کرد. تله سانتانا در تاریخ ۲۱ آوریل سال ۲۰۰۶ در پی عفونت روده و نیز مشکلات روزافزون کلیوی و تنفسی در بیمارستان فلیسیو روکو در بلو هوریزونته برزیل درگذشت.

## فعالیت‌ها

### به عنوان بازیکن
- ایتابیرنزه اسپورتو کلوب (ایتابیریتو)
- فلومیننزه ریو دو ژانیرو
- گارانی اف. سی
- مادوریرا اسپورتو کلوب
- واسکو دو گاما
- تیم ملی برزیل (به عنوان بازیکن ذخیره)

### به عنوان مربی
- ۱۹۶۹–۱۹۷۰: فلومیننزه ریو دو ژانیرو
- ۱۹۷۰–۱۹۷۶: آتلتیکو مینیه‌رو
- ۱۹۷۷–۱۹۷۹: گرمیو پورتو آلگره
- ۱۹۸۰–۱۹۸۲: پالمیراس
- ۱۹۸۲: تیم ملی برزیل
- ۱۹۸۳  ۱۹۸۵: الاهلی جده عربستان سعودی
- ۱۹۸۶: تیم ملی برزیل
- ۱۹۸۸–۱۹۸۹: فلامینگو
- ۱۹۹۰–۱۹۹۶: سائوپائولو

## افتخارات به عنوان مربی
فلومیننزه
- قهرمانی در جام گوانابارا برزیل(۱): ۱۹۶۹
- جام کاریوکا برزیل(۱): ۱۹۷۰

اتلتیکو مینیرو
- جام مینیرو برزیل(۱): ۱۹۷۰ ، ۱۹۸۸
- قهرمانی سری آ برزیل(۱): ۱۹۷۱

گرمیو
- گاچو برزیل(۱): ۱۹۷۷

الاهلی
- لیگ حرفه ای عربستان(۱): ۱۹۸۳
- جام خلیج فارس(۱): ۱۹۸۳ ، ۱۹۸۵
- جام پادشاهی عربستان(۱): ۱۹۸۴

سائو پائولو
- سری آ برزیل(۱): ۱۹۹۱
- جام پائولیستا برزیل(۱): ۱۹۹۲
- کوپا لیبرتادورس(۱): ۱۹۹۳
- جام باشگاه‌های جهان(۱): ۱۹۹۳
- ریکوپا سودامریکانو(۱): ۱۹۹۳